# Vanuatu na Letnich Igrzyskach Olimpijskich 2024
Vanuatu na Letnich Igrzyskach Olimpijskich 2024 – występ kadry sportowców reprezentujących Vanuatu na igrzyskach olimpijskich, które odbyły się w Paryżu we Francji, w dniach 26 lipca – 11 sierpnia 2024.
Reprezentacja Vanuatu liczyła sześcioro zawodników – cztery kobiety i dwóch mężczyzn, którzy wystąpili w 5 dyscyplinach.
Był to dziesiąty start Vanuatu na letnich igrzyskach olimpijskich.

## Reprezentanci

### Judo
| Zawodnik   | Konkurencja | 1/16             | 1/8              | Ćwierćfinał      | Półfinał         | Repasaże         | Finał / 3. miejsce | Finał / 3. miejsce | Źródła |
| Zawodnik   | Konkurencja | Przeciwnik Wynik | Przeciwnik Wynik | Przeciwnik Wynik | Przeciwnik Wynik | Przeciwnik Wynik | Przeciwnik Wynik   | Pozycja            | Źródła |
| ---------- | ----------- | ---------------- | ---------------- | ---------------- | ---------------- | ---------------- | ------------------ | ------------------ | ------ |
| Hugo Cumbo | -81 kg (m)  | de Wit P 00–10   | NQ               | NQ               | NQ               | NQ               | NQ                 | NQ                 | [ 1 ]  |

### Lekkoatletyka
| Zawodnik    | Konkurencja       | Runda 1 | Runda 1 | Runda 2 | Runda 2 | Półfinał | Półfinał | Finał | Finał   | Źródło |
| Zawodnik    | Konkurencja       | Wynik   | Miejsce | Wynik   | Miejsce | Wynik    | Miejsce  | Wynik | Miejsce | Źródło |
| ----------- | ----------------- | ------- | ------- | ------- | ------- | -------- | -------- | ----- | ------- | ------ |
| Chloe David | bieg na 100 m (k) | 12.44   | 22.     | NQ      | NQ      | NQ       | NQ       | NQ    | NQ      | [ 2 ]  |

### Pływanie
| Zawodnik        | Konkurencja            | Eliminacje | Eliminacje | Półfinał | Półfinał | Finał | Finał | Źródło |
| Zawodnik        | Konkurencja            | Czas       | Poz.       | Czas     | Poz.     | Czas  | Poz.  | Źródło |
| --------------- | ---------------------- | ---------- | ---------- | -------- | -------- | ----- | ----- | ------ |
| Loane Russet    | 50 m st. dowolnym (k)  | 28.86      | 54.        | NQ       | NQ       | NQ    | NQ    | [ 3 ]  |
| Johnathan Silas | 100 m st. dowolnym (m) | 59.38      | 77.        | NQ       | NQ       | NQ    | NQ    | [ 4 ]  |

### Podnoszenie ciężarów
| Zawodnik            | Konkurencja | Rwanie | Rwanie  | Podrzut | Podrzut | Razem  | Pozycja | Źródło |
| Zawodnik            | Konkurencja | Wynik  | Pozycja | Wynik   | Pozycja | Razem  | Pozycja | Źródło |
| ------------------- | ----------- | ------ | ------- | ------- | ------- | ------ | ------- | ------ |
| Ajah Pritchard-Lolo | -81 kg (k)  | 89 kg  | 12.     | 108 kg  | 11.     | 197 kg | 11.     | [ 5 ]  |

### Tenis stołowy
| Zawodnik       | Konkurencja | Eliminacje       | Runda 1          | Runda 2          | Runda 3          | 1/8 finału       | Ćwierćfinały     | Półfinały        | Finał            | Finał   | Źródło |
| Zawodnik       | Konkurencja | Przeciwnik Wynik | Przeciwnik Wynik | Przeciwnik Wynik | Przeciwnik Wynik | Przeciwnik Wynik | Przeciwnik Wynik | Przeciwnik Wynik | Przeciwnik Wynik | Pozycja | Źródło |
| -------------- | ----------- | ---------------- | ---------------- | ---------------- | ---------------- | ---------------- | ---------------- | ---------------- | ---------------- | ------- | ------ |
| Priscila Tommy | singel (k)  | Wang P 0–4       | NQ               | NQ               | NQ               | NQ               | NQ               | NQ               | NQ               | NQ      | [ 6 ]  |